# Nicolaes Visscher II
Nicolaes o Nicolas o Nicolaus Visscher II (Amsterdam, 1649 – Amsterdam, 1702) è stato un incisore, editore e illustratore olandese del secolo d'oro. 
Costituì una società di pittori.

## Biografia
Figlio di Nicolaes Visscher e nipote di Claes Jansz Visscher, fu attivo nella sua città natale principalmente come editore di atlanti e mappe a partire dal 1679 e fino al 1702, conducendo l'attività familiare assieme al padre. Nel 1679 trasferì l'atelier in Kalverstraat e nel 1683 in piazza Dam. Nel 1689 realizzò una nuova edizione di illustrazioni bibliche, come fece precedentemente anche il padre, costituita da una serie di 233 stampe da incisioni di Matthäus Merian. Tali stampe erano corredate da didascalie in cinque lingue: latino, francese, inglese, tedesco e olandese.
Sposò Elisabeth Versijl, che, dopo la sua morte, prese in mano l'attività di editoria e la condusse fino al 1726.
Il 25 marzo 1722 furono messe all'asta lastre di rame, carte e stampe d'arte, il 21 aprile i dipinti da lui realizzati.

## Opere
- Indiae Orientalis

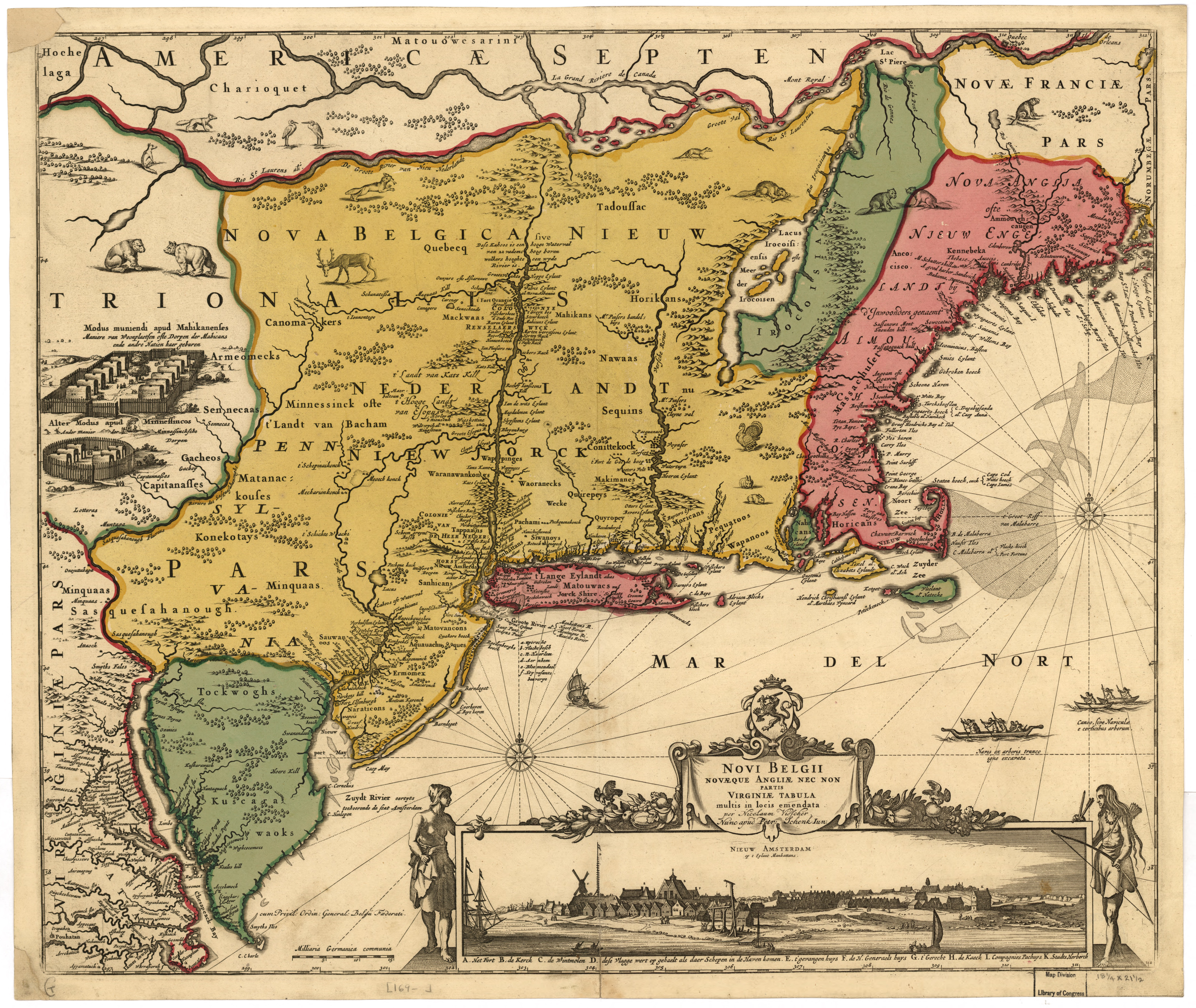
Novi Belgii Novaeque Angliae (1685)

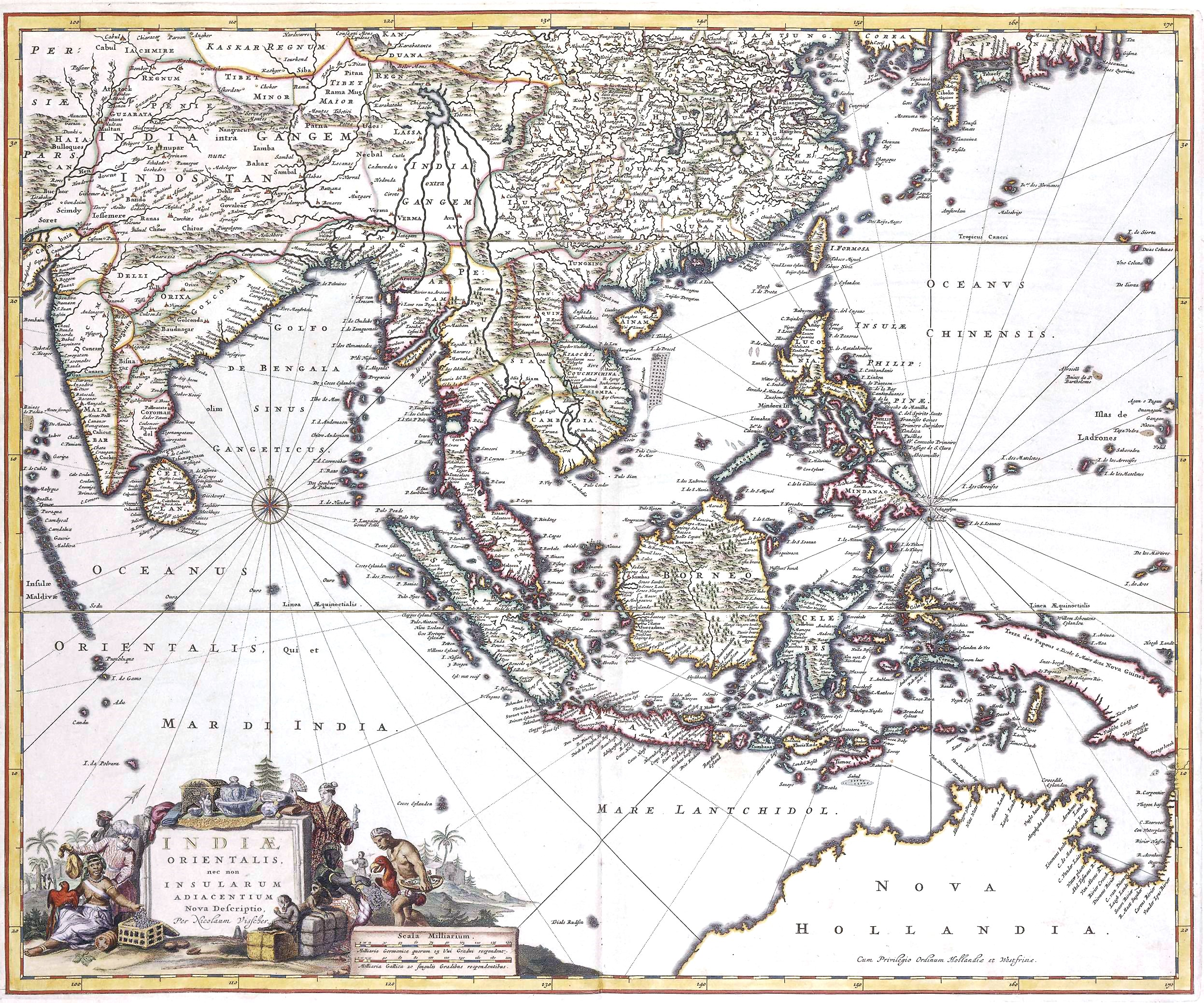
Indiae Orientalis

- Signorum Veterum Icones, Pagina con il titolo del libro di Gerrit Reynst, da un'incisione di Gérard de Lairesse, 1670 circa[3]
- Groningae et Omelandiae Dominium, Groninga e l'area circostante - Atlante van der Hagen, dopo il 1681[4]
- Nobilissimi Albis fluvii ostia nec non hamburgense et alia territoria adjacentia, 38 x 53 cm, dopo il 1681[5]
- Ducatus Geldria et Zutphania Comitatus - Atlante van der Hagen, 1682[6]
- Novi Belgii Novæque Angliæ : nec non partis Virginiæ tabula multis in locis emendata, Atlas maior, 1685[7]
- 't Vermaarde Park van Anguien, Parco di Enghien, incisione colorata di Romeijn de Hooghe per Nicolaes Visscher II, 1685[8]
- Afbeeldingen der voornaamste historien, soo van het Oude als Nieuwe Testament, 1700[9]